# Gustaf Adolf Boltenstern Jr.
Gustaf Adolf Boltenstern Jr. (Stoccolma, 15 maggio 1904 – Mariefred, 31 marzo 1995) è stato un cavaliere svedese.
È il figlio di Gustaf Adolf Boltenstern.

## Palmarès

### Olimpiadi
- Oro a Helsinki 1952 nel dressage a squadre.
- Oro a Melbourne 1956 nel dressage a squadre.
- Argento a Los Angeles 1932 nel dressage a squadre.
- Bronzo a Londra 1948 nel dressage individuale.